# Közép-afrikai pojána
A közép-afrikai pojána (Poiana richardsonii) az emlősök (Mammalia) osztályának ragadozók (Carnivora) rendjébe, ezen belül a cibetmacskafélék (Viverridae) családjába és a cibetmacskaformák (Viverrinae) alcsaládjába tartozó faj.

## Előfordulása
A közép-afrikai pojána előfordulási területe, amint neve is mutatja, főleg Afrika középső részén van, azonban e terület nyugatra eső részein is vannak állományai. A következő országokban található meg: Egyenlítői-Guinea, Gabon, Kamerun, Közép-afrikai Köztársaság, Kongói Köztársaság és Kongói Demokratikus Köztársaság.

## Alfajai
- Poiana richardsonii ochracea Thomas & Wroughton, 1907
- Poiana richardsonii richardsonii Thomson, 1842 - szinonimája: Poiana richardsonii poensis (Waterhouse, 1838)

## Megjelenése
Az állat fej-testhossza 33-43 centiméter hosszú, a farka körülbelül ugyanilyen hosszú. Testtömege 500-700 gramm. A két nem alig különbözik egymástól. Karcsú testét sűrű és pettyezett bunda borítja. Keskeny feje hegyes pofában végződik. Lábain visszahúzható karmok vannak.
Szőrzetének színe általában fehér vagy krémszínű, a hátán körszerű sötét foltokkal. Egyes példány háti részén, az orrtól a farok tövéig egy sötét sáv húzódik. Farkán 10-14 különböző vastagságú fekete gyűrű látható. Talpait is szőrzet fedi.

## Életmódja
Ez a cibetmacska főleg fánlakó állat, amely a sűrű erdőket és esőerdőket választja otthonául. Gabon északkeleti részein 300-500, a Kongói Demokratikus Köztársaságban pedig 950 méteres tengerszint feletti magasságban is előfordul. A közép-afrikai pojána mindenevő, egyaránt táplálkozik rovarokkal, madár fiókákkal, gyümölcsökkel, diókkal és egyéb növényi részekkel. Feltételezések szerint, ha alkalom adódik, akkor kisebb gerincesekre is vadászhat, bár ezt ritkán teszi.
Éjszaka tevékeny és általában magányosan vagy párban él. Körülbelül 2 méteres magasságban frissen letört ágakból és levelekből fészket készítenek maguknak. A fészkeket gyakran cserélik, át-átköltözve egy másikba. Ritkán több közép-afrikai pojána is aludhat egy fészekben. Ez az állat általában 5,3 évig él.

## Szaporodása
A közép-afrikai pojána szaporodási szokásairól, csak keveset tudunk. Az eddigi megfigyelések szerint a nőstény évente vagy akár kétszer is egy évben, 2-3 kölyöknek ad életet. Születésükkor a kölykök tehetetlenek és anyjuk gondozására szorulnak.

## Veszélyeztetettsége
A Természetvédelmi Világszövetség (IUCN) Nem fenyegetett fajként tartja számon a közép-afrikai pojánát mivel ennek az emlősállatnak nagy az elterjedési területe és állományai sem kicsik. Az állat legfőbb ellensége az ember. Természetes ellenségei között lehetnek a nagytestű bagolyfélék, kígyók, valamint a nagyobb ragadozók is, bár eddig még nem figyelték meg azt, amint a közép-afrikai pojánára valami is rávadászik.

## Rokon faj
A közép-afrikai pojána legközelebbi rokona és az afrikai tigrispetymeg (Poiana) nem másik faja a nyugat-afrikai pojána (Poiana leightoni).

### Fordítás
- Ez a szócikk részben vagy egészben  az   African linsang című angol Wikipédia-szócikk ezen változatának fordításán alapul.  Az eredeti cikk szerkesztőit annak laptörténete sorolja fel. Ez a jelzés csupán a megfogalmazás eredetét és a szerzői jogokat jelzi, nem szolgál a cikkben szereplő információk forrásmegjelöléseként.